# Stefán Jóhann Stefánsson
Stefán Jóhann Stefánsson, född 20 juli 1894 i Dagverðareyri vid Eyjafjörður, död 20 oktober 1980 i Reykjavík, var en isländsk politiker. Han var Islands statsminister och socialminister 1947–1949 samt utrikesminister 1941–1942.
Stefánsson blev jur. kand. vid Islands universitet 1922. Han var medlem i det idag upplösta socialdemokratiska partiet Alþýðuflokkurinn, samt partiordförande för detta parti 1938–1952. Han representerade även partiet i Alltinget 1934–1937 samt 1942–1953. 1941 blev Stefánsson det självständiga Islands första utrikesminister i Hermann Jónassons regering.
Efter parlamentsvalet 1946 blev Stefánsson statsminister samt socialminister. Det var under hans tid som statsminister som beslutet togs om ett isländskt medlemskap i Nato 1949, trots brett folkligt och politiskt motstånd. Han kom senare att bli Islands ambassadör i Danmark 1957–1965.